# Hainan (sockenhuvudort i Kina, Heilongjiang Sheng, lat 47,23, long 126,98)
Hainan (kinesiska: 海南, 海南乡) är en sockenhuvudort i Kina. Den ligger i provinsen Heilongjiang, i den nordöstra delen av landet, omkring 170 kilometer norr om provinshuvudstaden Harbin. Antalet invånare är 19 263. Befolkningen består av 9 381 kvinnor och 9 882 män. Barn under 15 år utgör 14,0 %, vuxna 15-64 år 79 %, och äldre över 65 år 6,0 %.
Runt Hainan är det tätbefolkat, med 297 invånare per kvadratkilometer. Närmaste större samhälle är Suileng, 8,8 km öster om Hainan. Trakten runt Hainan består till största delen av jordbruksmark.
Genomsnittlig årsnederbörd är 937 millimeter. Den regnigaste månaden är juli, med i genomsnitt 264 mm nederbörd, och den torraste är januari, med 12 mm nederbörd.